# Toyota 2000GT
Toyota 2000GT er en baghjulstrukket, tosæders, todørs sportsvogn/grand tourer der blev designet af Toyota i samarbejde Yamaha. Den blev vist første gange ved Tokyo Motor Show i 1965, og 2000GT havde en begrænset produktion på 351 enheder der blev produceret under kontrakt af Yamaha mellem 1967 og 1970. Den blev udelukkende solgt på det japanske marked i Toyotas egne Toyota Store. 62 styk blev bygget til det amerikanske marked med styring i venstre side.
2000GT-modellen revolutionerede bilindustriens syn på Japan, der hidtil var blevet set som en producent af meget praktiske biller. Den smarte coupé med høj ydeevne demonstrerede at man også kunne producere sportsvogne, der kunne tage kampen op med mere berømte mærker fra Europa. Tidsskriftet Road & Track anmeldte bilen inden lanceringen og kaldte den for "en af de mest spændende og fornøjelige biler vi nogensinde har kørt i", og sammenlignede den positivt med Porsche 911. I dag bliver 2000GT-modellen set som den første bil fra Japan, der for alvor er eftertragtet blandt samlere og som landets første superbil. Eksempelvis blev der solgt en 2000GT på auktion for $1,2 mio. i 2013.
I 1967 blev der produceret to specielle cabrioletversioner af bilen til James Bond-filmen You Only Live Twice.